# Elizabeth Rastall
Elizabeth « Bessie » Rastall, née le 4 juillet 1881 à Philadelphie et morte le 20 janvier 1967 à Philadelphie, est une joueuse de tennis américaine de la fin du XIXe siècle et début du XXe siècle. 
Elle a notamment remporté le double mixte à l'US Women's National Championship en 1899 aux côtés d'Albert Hoskins. Elle a aussi été finaliste à deux reprises en double dames, en 1897 et 1899.

## Palmarès (partiel)

### Finales en double dames
| No | Date       | Nom et lieu du tournoi                 | Catégorie | Surface      | Vainqueures                         | Partenaire         | Score         |          |
| -- | ---------- | -------------------------------------- | --------- | ------------ | ----------------------------------- | ------------------ | ------------- | -------- |
| 1  | 15/06/1897 | US National Championships Philadelphie | G. Chelem | Gazon (ext.) | Juliette Atkinson Kathleen Atkinson | Mrs. Frank Edwards | 6-2, 6-1, 6-1 | Parcours |
| 2  | 21/06/1899 | US National Championships Philadelphie | G. Chelem | Gazon (ext.) | Jane Craven Myrtle McAteer          | Maud Banks         | 6-4, 6-1, 7-5 | Parcours |

### Titre en double mixte
| No | Date       | Nom et lieu du tournoi                 | Catégorie | Surface      | Partenaire     | Finalistes                   | Score         |          |
| -- | ---------- | -------------------------------------- | --------- | ------------ | -------------- | ---------------------------- | ------------- | -------- |
| 1  | 21/06/1899 | US National Championships Philadelphie | G. Chelem | Gazon (ext.) | Albert Hoskins | Jane Craven James P. Gardner | 6-4, 6-0, ab. | Parcours |

### Finale en double mixte
| No | Date       | Nom et lieu du tournoi                 | Catégorie | Surface      | Vainqueures                 | Partenaire     | Score    |          |
| -- | ---------- | -------------------------------------- | --------- | ------------ | --------------------------- | -------------- | -------- | -------- |
| 1  | 21/06/1902 | US National Championships Philadelphie | G. Chelem | Gazon (ext.) | Elisabeth Moore Wylie Grant | Albert Hoskins | 6-2, 6-1 | Parcours |

## Parcours en Grand Chelem (partiel)
Si l’expression « Grand Chelem » désigne classiquement les quatre tournois les plus importants de l’histoire du tennis, elle n'est utilisée pour la première fois qu'en 1933, et n'acquiert la plénitude de son sens que peu à peu à partir des années 1950.

### En simple dames
| Année | - | - | Championnat de France | Championnat de France | Wimbledon | Wimbledon | US National    | US National    |
| 1897  | - | - | -                     | -                     | -         | -         | 1er tour (1/8) | Ellen Ketcham  |
| 1898  | - | - | -                     | -                     | -         | -         | 1/4 de finale  | Marie Wimer    |
| 1899  | - | - | -                     | -                     | -         | -         | 1er tour (1/8) | Maud Banks     |
| 1900  | - | - | -                     | -                     | -         | -         | 1er tour (1/8) | Dorothy Morris |

À droite du résultat, l’ultime adversaire.

### En double dames
| Année | - | - | Championnat de France | Championnat de France | Wimbledon | Wimbledon | US National                 | US National              |
| 1897  | - | - | -                     | -                     | -         | -         | Finale Mrs. Edwards         | J. Atkinson K. Atkinson  |
| 1898  | - | - | -                     | -                     | -         | -         | 1/2 finale H. Beaumont      | J. Atkinson K. Atkinson  |
| 1899  | - | - | -                     | -                     | -         | -         | Finale Maud Banks           | Jane Craven M. McAteer   |
| 1900  | - | - | -                     | -                     | -         | -         | 1/2 finale Maud Banks       | M. McAteer Marie Wimer   |
| 1902  | - | - | -                     | -                     | -         | -         | 1/4 de finale Helen Chapman | J. Atkinson Marion Jones |

Sous le résultat, la partenaire ; à droite, l’ultime équipe adverse.

### En double mixte
| Année | - | - | Championnat de France | Championnat de France | Wimbledon | Wimbledon | US National         | US National          |
| 1899  | - | - | -                     | -                     | -         | -         | Victoire A. Hoskins | Jane Craven James P. |
| 1902  | - | - | -                     | -                     | -         | -         | Finale A. Hoskins   | E. Moore Wylie Grant |

Sous le résultat, le partenaire ; à droite, l’ultime équipe adverse.